# Asurena
Asurena – gaun wikas samiti w zachodniej części Nepalu w strefie Lumbini w dystrykcie Rupandehi. Według nepalskiego spisu powszechnego z 2001 roku liczył on 830 gospodarstw domowych i 6033 mieszkańców (2810 kobiet i 3223 mężczyzn).